# Holt (Norfolk)
Holt is een stad en civil parish in het Britse graafschap Norfolk in het Oosten van Engeland. De stad ligt nabij de Noordzee en heeft 3810 inwoners. Het is ook de zetel van de beroemde Gresham's School.
Holt valt onder het district North Norfolk.

## Geboren in Holt
Sebastian Shaw (1905), Brits acteur